# Hornblåsaren 15

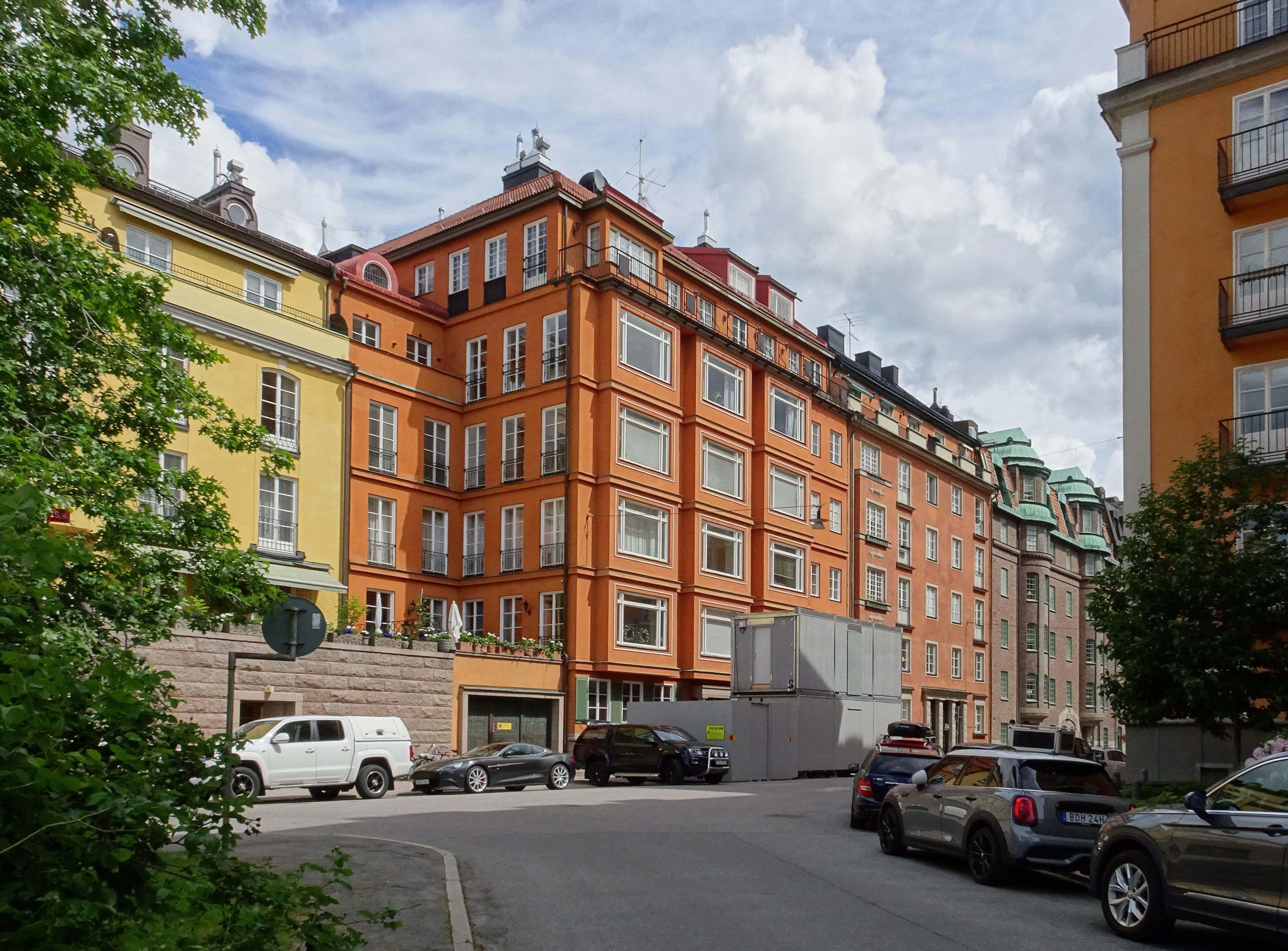
Hornblåsaren 15, juni 2022.

Hornblåsaren 15 är en kulturhistoriskt värdefull fastighet i kvarteret Hornblåsaren vid Ulrikagatan 11 på Östermalm i Stockholm. Byggnaden uppfördes 1930–1931 efter ritningar av arkitekt Björn Hedvall och är grönmärkt av Stadsmuseet i Stockholm vilket betyder "särskilt värdefull från historisk, kulturhistorisk, miljömässig eller konstnärlig synpunkt". Hedvall stod som arkitekt för ytterligare två hyreshus i samma kvarter: Hornblåsaren 13 och 14 (Linnégatan 94–96).

## Bakgrund

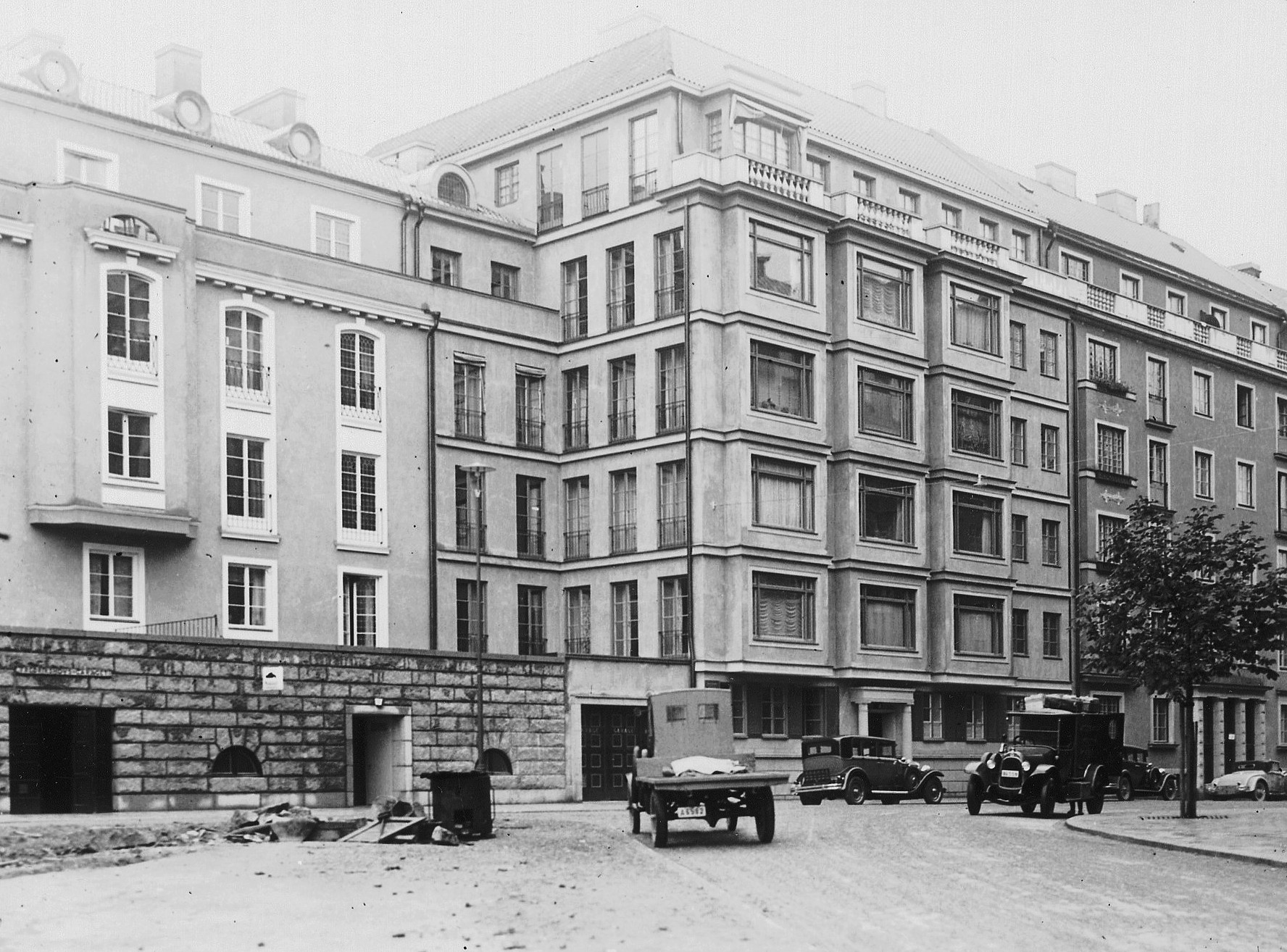
Hornblåsaren 15 på 1930-talet. Till vänster ansluter Hornblåsaren 29.

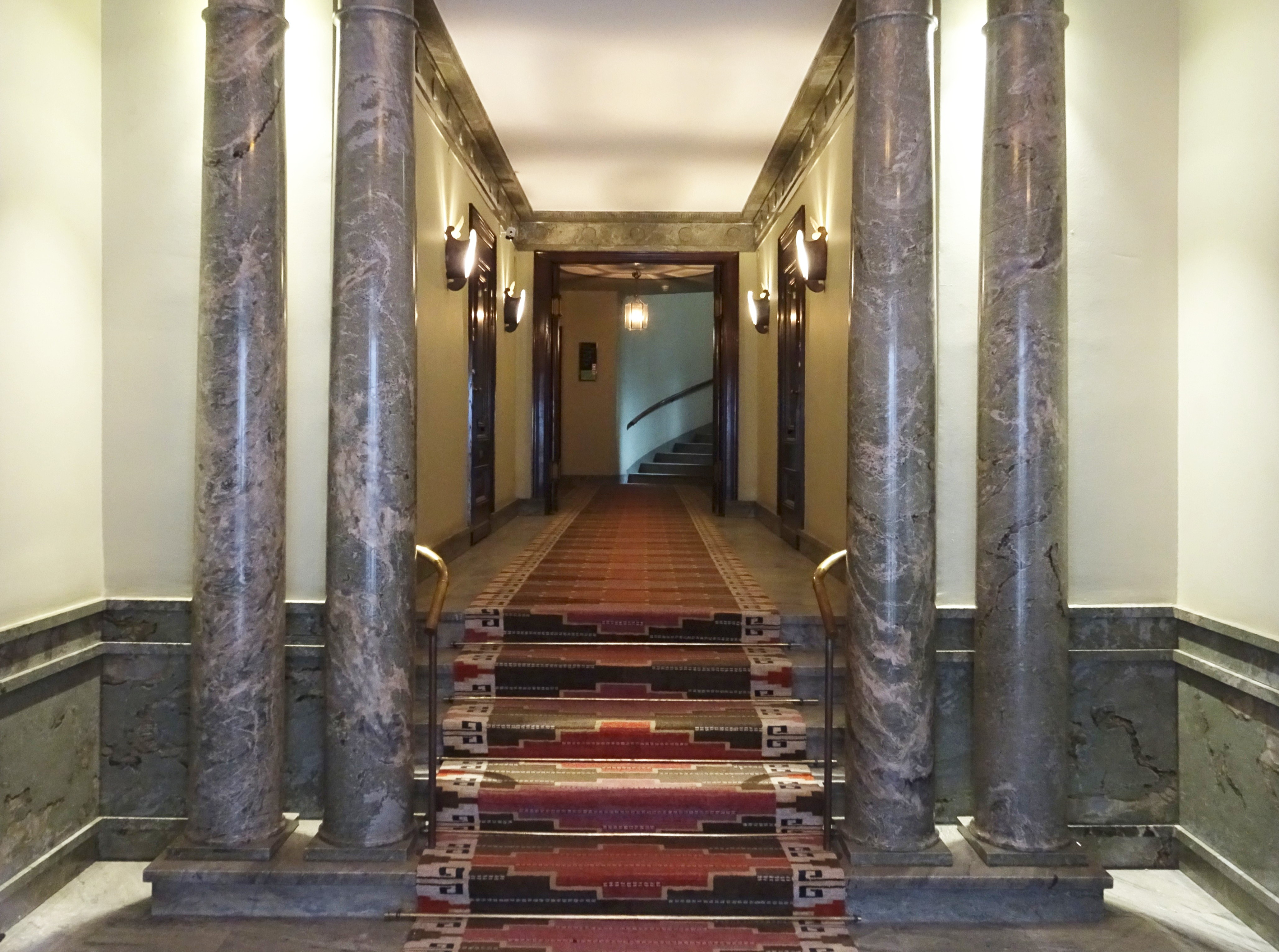
Entréhallen, 2022.

Tidigare låg här storkvarteret Terra Nova större som hade sitt namn efter skeppsvarvet Terra Nova. I slutet av 1800-talet bildades på en mindre del av Terra nova större (motsvarande Svea livgardes kaserner) kvarteret Trumman som i sin tur blev platsen för kvarteren Gardisten och Hornblåsaren som fastställdes i en stadsplan 1911. 
Tomterna vid Strandvägen / Ulrikagatan mittemot Nobelparken ägdes efter bildandet av Kronan som skulle sälja dem till privata byggherrar. Kvarteret fick sin nuvarande bebyggelse huvudsakligen efter första världskriget och visar flera goda exempel för tidens hyreshusbyggande i enkel 1920-talsklassicism. Hornblåsaren 15 är en bra representant för tidens moderna arkitektur i Stockholm.

## Byggnadsbeskrivning
Hornblåsaren 15 är en bostadsfastighet i fem våningar med en något indragen takvåning. Mot innergården sträcker sig en flygel som är sammanbyggd med en motsvarande flygel tillhörande Hornblåsaren 12 vid Linnégatan 92. Byggherre och byggmästare var H. Jacobsson som anlitade arkitekt Björn Hedvall att gestalta huset. Mot Ulrikagatan dominerar tre burspråk som med sina stora fönster ger byggnaden ett modernt intryck. Mot grannfastigheterna Hornblåsaren 29 och 30 är fasaden indragen och ansluter till deras fasadliv.
Huvudentrén inramas av två släta kolonner i kolmårdsmarmor som bär upp en arkitrav med skulpterade klassicerande ornamentik. Det klassicistiska motivet fortsätter i entréhallen med kolonner, golv, bröstpanel och slät taklist av kolmårdsmarmor. På väggarna märks två reliefer med idrottsmotiv vilka anknyter till Stockholmsolympiaden 1912. I korridoren till trapphallen finns en bred fris med rosetter, golvlist och golv av kolmårdsmarmor.
Idag innehas fastigheten av bostadsrättsföreningen Hornblåsaren 15 som bildades 1983. Föreningen äger husets 13 lägenheter med storlekar mellan 51 och 470 m². År 2021 såldes en lägenhet om 8 rum och kök (motsvarande 299 m²) för 65 miljoner kronor.